# رينان دوس سانتوس
رينان دوس سانتوس (بالبرتغالية: Renan dos Santos‏) (18 مايو 1989 بريو دي جانيرو في البرازيل - ) هو لاعب كرة قدم برازيلي في مركز حراسة المرمى. لعب مع بوتافوغو ريغاتاس ونادي أفاي لكرة القدم.